# ورخ-بئیسک
ورخ-بئیسک (به لاتین: Verkh-Biysk) یک منطقهٔ مسکونی در روسیه است که در جمهوری آلتای واقع شده‌است.